# Paula cautiva
Paula cautiva es una película argentina de 1963, dirigida por Fernando Ayala, sobre un cuento de Beatriz Guido, protagonizada por Susana Freyre y Duilio Marzio, con música de Astor Piazzolla. Estrenada en Buenos Aires el 25 de septiembre de 1963, fue ganadora del Cóndor de Plata como mejor película de 1964.

## Sinopsis
El argumento sigue el cuento de Beatriz Guido titulado La Representación. Un argentino que emigró a Estados Unidos se encuentra circunstancialmente en la Argentina por asuntos de negocios. Allí contrata a una acompañante, Paula (Susana Freyre), una joven de una familia tradicional pero sin dinero, de la que termina enamorándose.

## Actores
- Susana Freyre (Paula Peña)
- Duilio Marzio (Sutton)
- Fernanda Mistral
- Lautaro Murúa
- Leonardo Favio
- Orestes Caviglia ... Florencio Peña
- Mercedes Sombra
- Crandall Diehl
- Lola Palombo
- Oscar Caballero
- Martha Murat
- Ricardo Florenbaum
- Víctor Martucci
- Eduardo Humberto Nóbili
- Lily Sinclair
- Chochi Ameztoy
- Catalina Bazán
- J. C. Tiberio
- Omar Delli Quadri
- Astor Piazzolla
- Salvador Sammaritano
- Elena Cruz

## Premios
- Premios Cóndor de Plata (1964): mejor película.